# Christy Willstrop
Christy Willstrop (* 18. September 1963 in York) ist ein ehemaliger englischer Squashspieler.

## Karriere
Christy Willstrop war in den 1980er-Jahren als Squashspieler aktiv und erreichte im März 1982 mit Rang 40 seine höchste Platzierung in der Weltrangliste.
Mit der englischen Nationalmannschaft nahm er 1983 und 1984 an der Europameisterschaft teil. Während die Mannschaft 1983 noch im Finale an Schweden scheiterte, gewann die Mannschaft um Willstrop 1984 den Titel. 1983 schied er bei seiner einzigen Teilnahme bei einer Weltmeisterschaft in der ersten Runde aus.
Sein Bruder James Willstrop und sein Stiefbruder David Campion sind bzw. waren ebenfalls als Squashspieler aktiv.

## Erfolge
- Europameister mit der Mannschaft: 1984